# Stefano Chiantini
Stefano Chiantini (Avezzano, 5 agosto 1974) è un regista e sceneggiatore italiano.

## Biografia
Stefano Chiantini debutta alla regia con la pellicola Forse sì... forse no..., a cui seguono Una piccola storia (2007) e L'amore non basta (2008). A maggio 2012 è uscito il suo film drammatico Isole selezionato al Toronto film festival e vincitore di un Globo d'oro con Asia Argento. Nel 2013 ha realizzato la sua prima serie televisiva, Una mamma imperfetta, vincitrice di un Nastro d'argento come serie web dell'anno. Successivamente ha diretto il film Storie sospese, selezionato alle Giornate degli Autori, rassegna all'interno della Mostra Internazionale del Cinema di Venezia.

## Filmografia
- Forse sì... forse no... (2004)
- Una piccola storia (2008)
- L'amore non basta (2008)
- Isole (2011)
- Una mamma imperfetta - serie TV (2013)
- Storie sospese (2015)
- Naufragi (2021)
- Il ritorno (2022)
- Una madre (2023)
- Supereroi (2024)
- Come gocce d'acqua (2025)